# Пасічна (Ярмолинецька селищна громада)
Па́січна — село в Україні, у Ярмолинецькій селищній громаді Хмельницького району Хмельницької області. Населення становить 314 осіб.

## Символіка

### Герб
В лазуровому щиті укорочена срібна кроква, яка супроводжується в главі золотим сонцем з шістнадцятьма променями, по сторонам і в базі — трьома срібними вуликами з золотим солом’яним дахом. Щит вписаний в золотий декоративний картуш і увінчаний золотою сільською короною. Унизу картуша напис «ПАСІЧНА». Герб є промовистим.

### Прапор
На синьому квадратному полотнищі з нижніх кутів до висоти 3/7 прапора виходить біла смуга шириною в 1/10 ширини прапора. Над смугою жовте сонце, по сторонам від смуги і під нею три срібних вулики з жовтим солом’яним дахом. 

### Пояснення символіки
Срібна кроква — річка Вовчок, що протікає через село, вулики — символ бджільництва, що означає назву села.
На прапорі повторюються кольори і фігури герба.

## Галерея

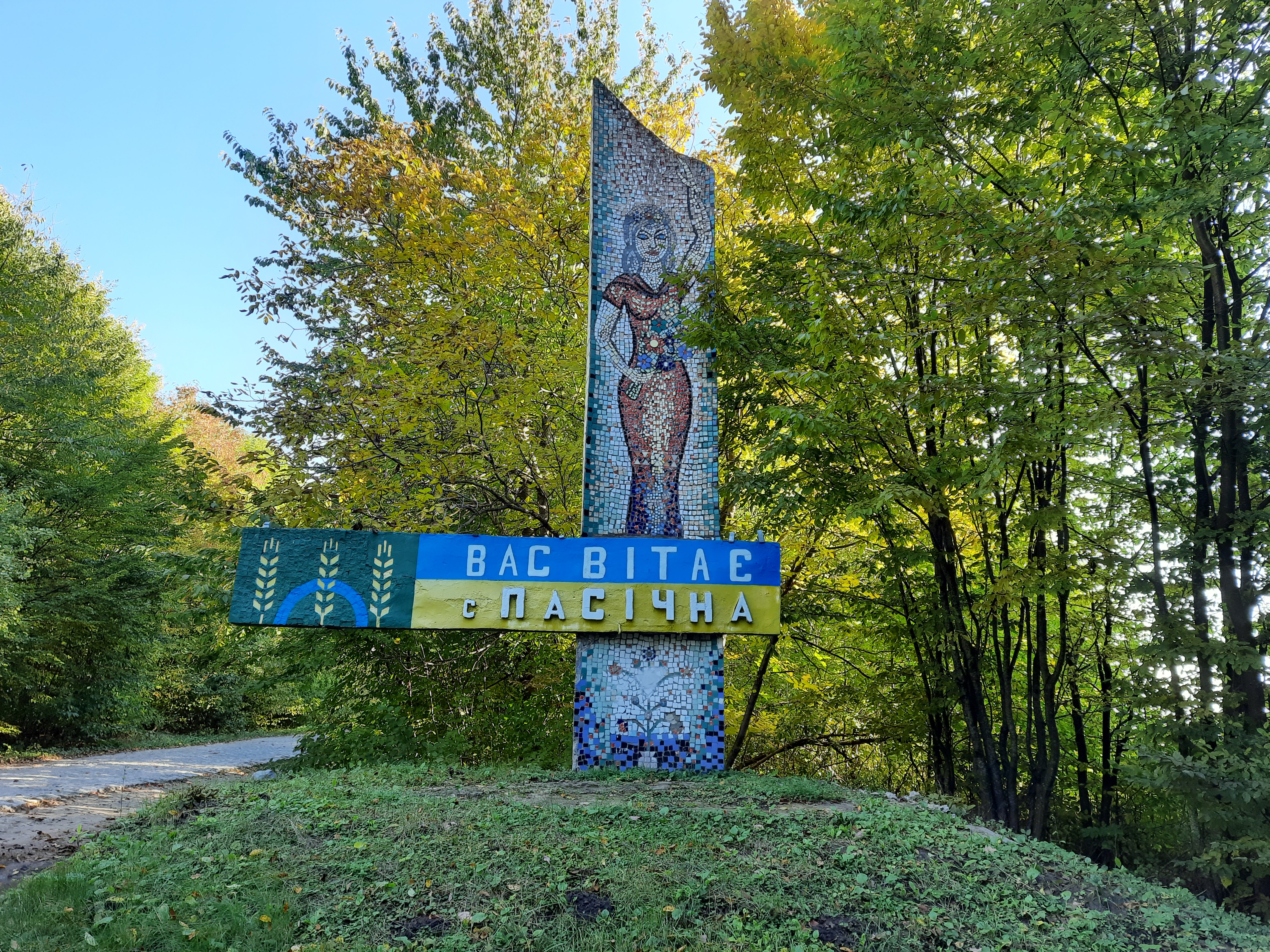
Знак при в'їзді в село
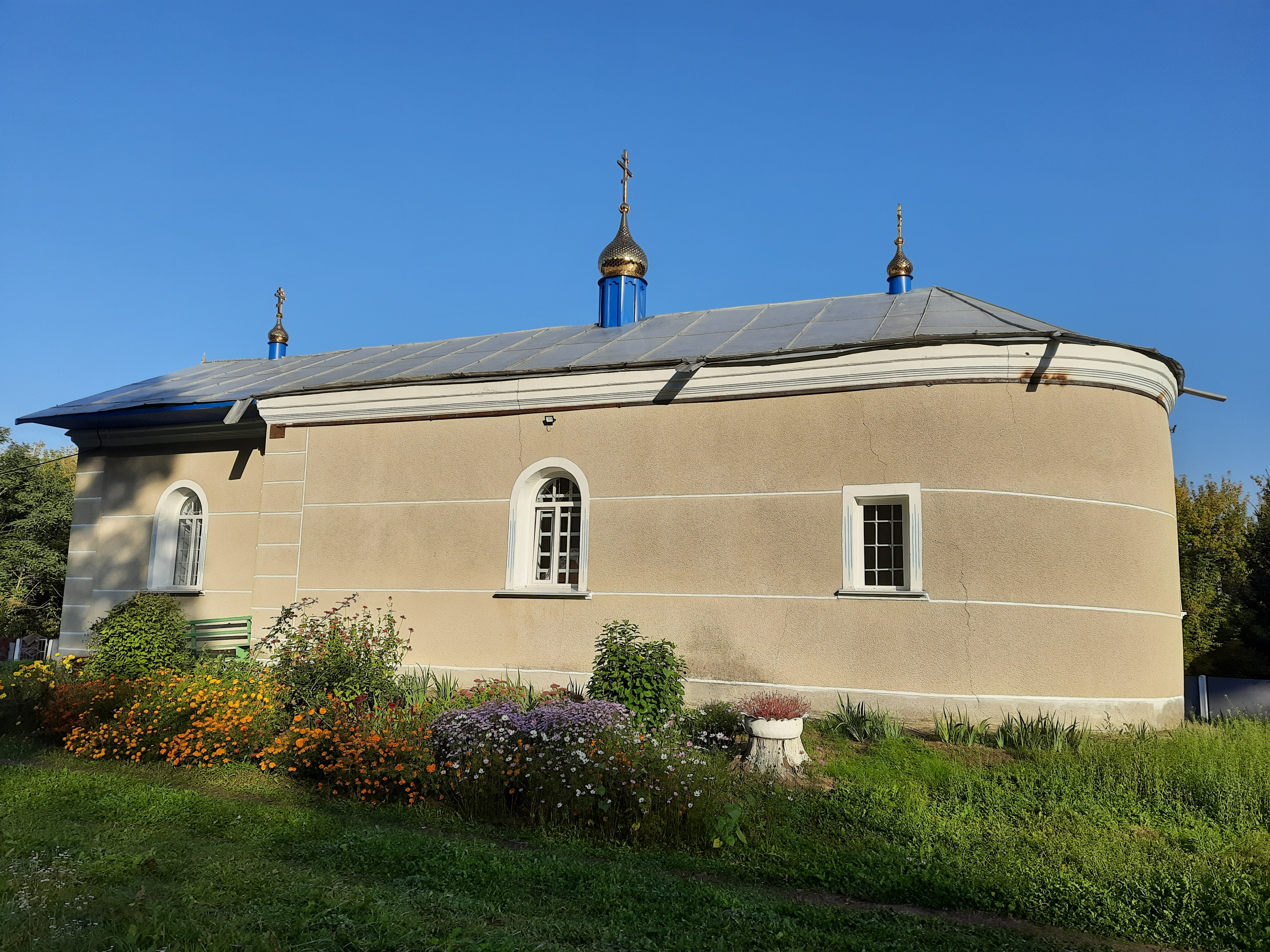
Покровська церква
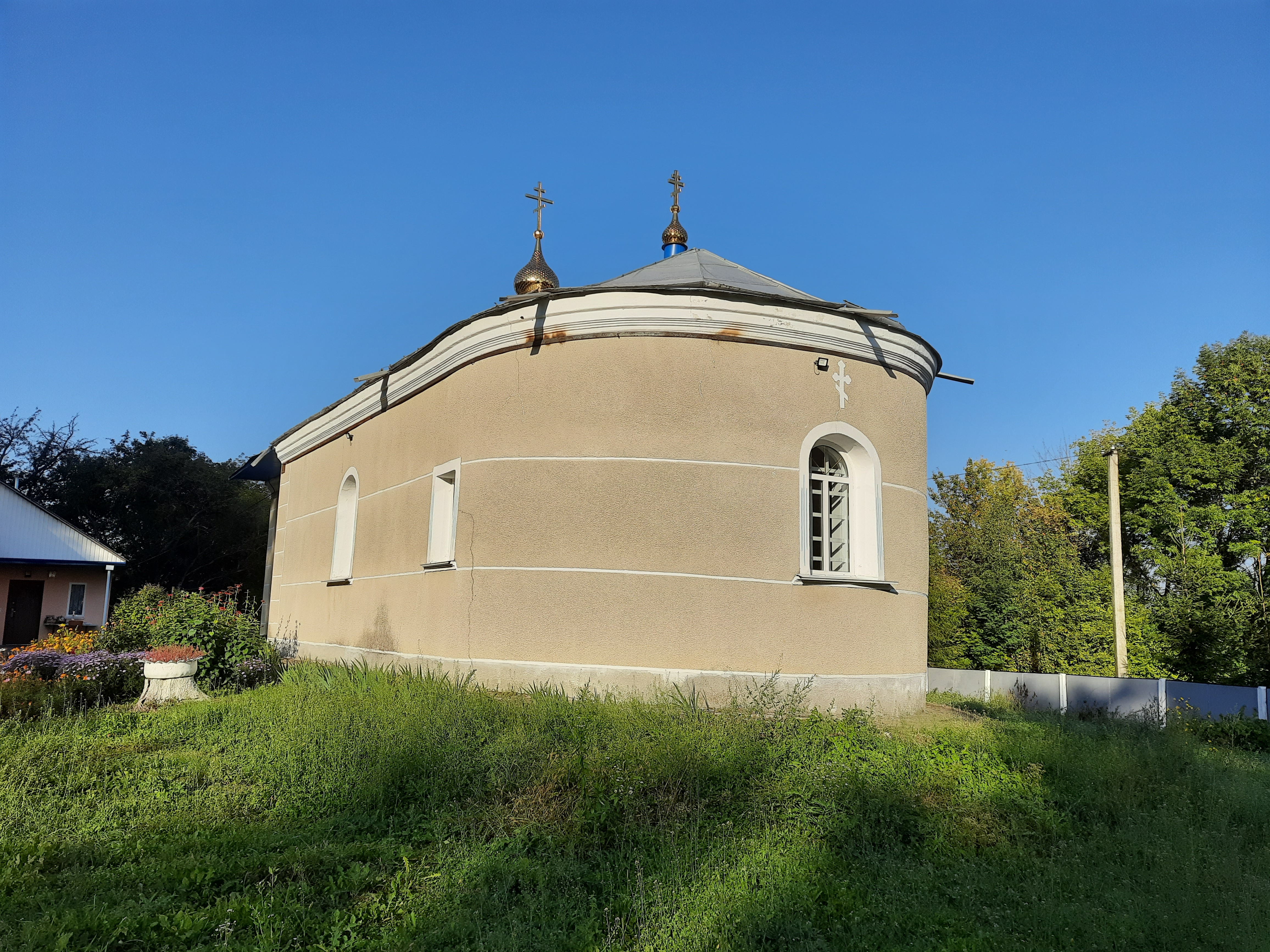
Покровська церква
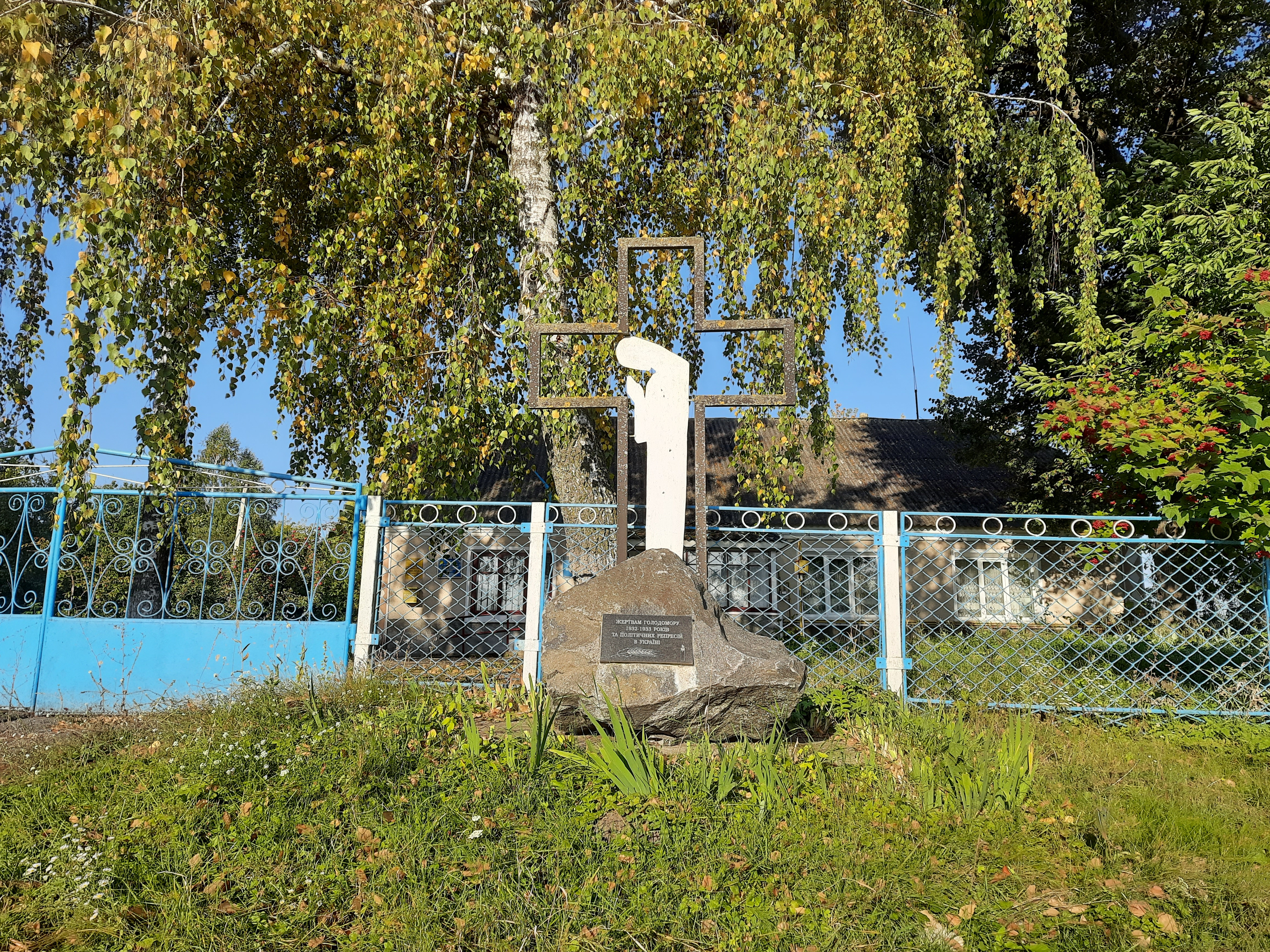
Пам'ятний знак жертвам голодомору та політичних репресій
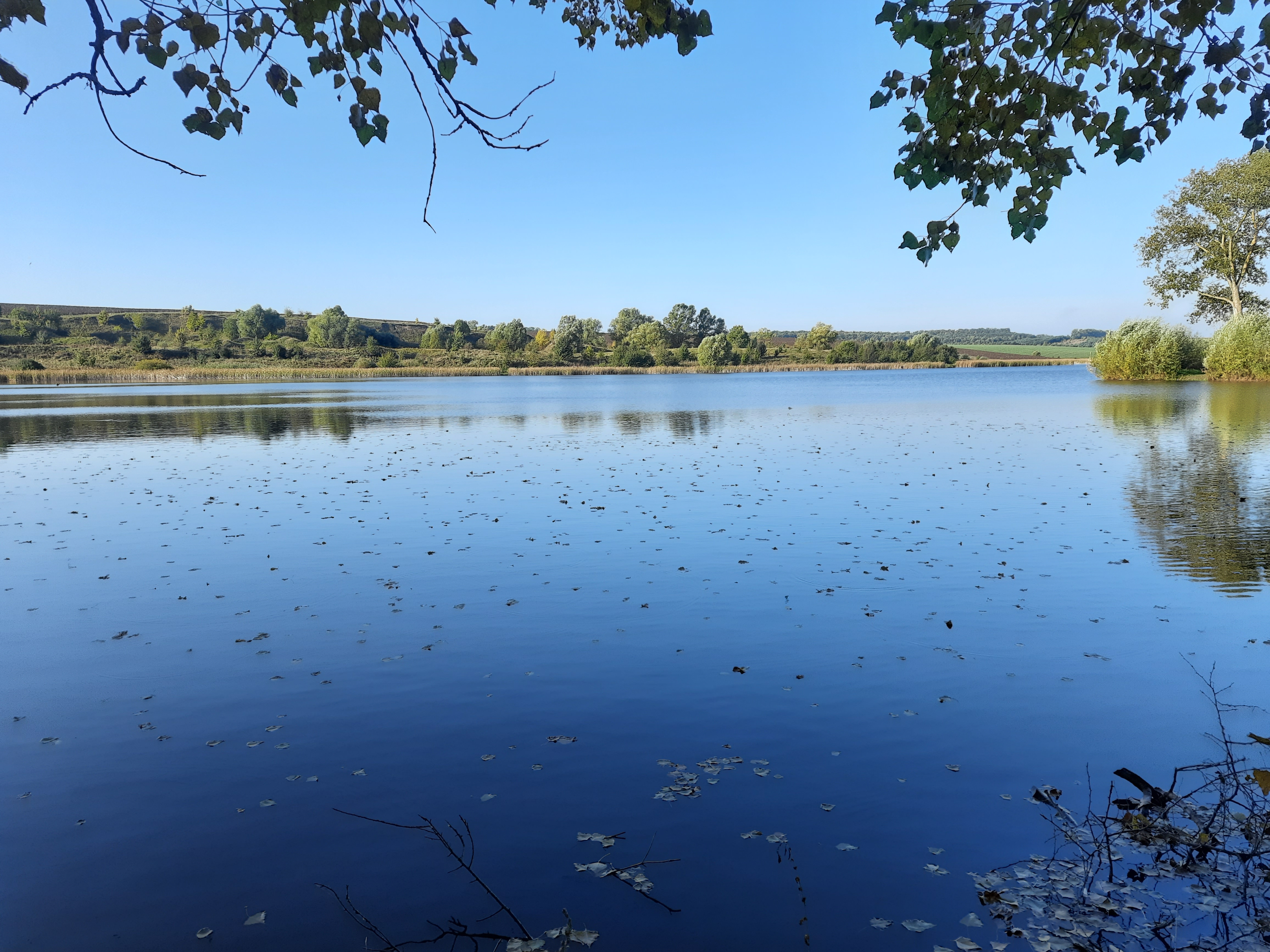
Став біля села